# Michelle Stiekema
Michelle Stiekema (* 21. November 1989 in Groningen) ist eine niederländische Beachvolleyballspielerin. Ihr Bruder Jon Stiekema ist ebenfalls Profi in dieser Sportart.

## Karriere
Stiekema wurde mit ihrer Partnerin Daniëlle Remmers U18-Europameisterin. Ein Jahr später gewannen die jungen Niederländerinnen die U19-Weltmeisterschaft in Mysłowice. 2008 erreichte sie mit Sophie van Gestel das Finale der U21-WM in Brighton. Anschließend schafften Stiekema/Remmers zwei siebte Plätze bei den Open-Turnieren in Dubai und Phuket. Bei der Weltmeisterschaft in Stavanger kamen sie als Gruppendritte in die erste Hauptrunde und verloren gegen die US-Amerikanerinnen Branagh/Youngs. Anschließend unterlagen sie bei der U21-WM in Blackpool erst im Endspiel. 2010 trennten sich ihre Wege.
Bei den Marseille Open trat Stiekema erstmals mit ihrer neuen Partnerin Rimke Braakman an. 2011 gewann das Duo die U23-Europameisterschaft in Porto. Im August spielten die Niederländerinnen bei der Europameisterschaft in Kristiansand, wo sie im Achtelfinale gegen die neuen Europameisterinnen Cicolari/Menegatti knapp mit 1:2 verloren. Bei der EM 2012 im eigenen Land erreichten Braakman/Stiekema Platz 17. 2013 spielte Stiekema an der Seite von Jolien Sinnema. Bei der WM in Stare Jabłonki schieden Sinnema/Stiekema trotz eines Sieges über die Engländerinnen Dampney/Boulton nach der Vorrunde aus. Von 2015 bis 2018 bildete Stiekema wieder mit Daniëlle Remmers ein Duo, vorwiegend auf nationalen Turnieren. Bei der WM im eigenen Land schieden Remmers/Stiekema trotz eines Sieges über die Argentinierinnen Gallay/Klug nach der Vorrunde aus.